# Xams al-Din Muhàmmad
|  | Per a altres significats, vegeu «Xams al-Din Muhàmmad (desambiguació)». |

Xams al-Din Muhàmmad (mort el 1192) fou un sultà gúrida de la família xansabànida de Ghur, branca de Bamian, fill de Fakhr al-Din Masud al que va succeir el 1163 (o 1164). Va fer una visita a Firuzkuh on va rebre el títol de sultà de Ghiyath al-Din Muhammad i el privilegi de tenir un čatr (para-sol, símbol de reialesa). Va estendre les seves possessions cap a l'altra banda de l'Oxus dominant fins al Caghaniyan i Wakhsh (districte). El 1175 el sultà gúrida Ghiyath al-Din Muhammad va conquerir Herat al turc Baha al-Din Toghril i la va dominar durant un temps indeterminat. En aquest moment Mahmud Sultan Shah, príncep de Coràsmia, fou expulsat pel seu germà Ala al-Din Tekish, amb el suport dels kara-khitay, es va apoderar del nord del Khorasan i va disputar als gúrides Herat i Badghis. La lluita va durar algun temps però Ghiyath al-Din va tenir el suport de Shams al-Din Muhammad (i també de la branca gúrida de Gazni i de forces vingudes de Sistan) i va derrotar a Sultan Shah prop de Merv (1190) i el va fer presoner annexionant al sultanat de Ghur la major part dels territoris que Sultan Shah havia dominat al Khorasan. A la seva mort el va succeir el seu fill Baha al-Din Sam I.